# Поважаи, Петер
Петер Поважаи (венг. Povázsay Péter; 27 июля 1946, Будапешт — 1 марта 2024) — венгерский гребец-каноист, выступал за сборную Венгрии в первой половине 1970-х годов. Участник летних Олимпийских игр в Мюнхене, обладатель золотой и бронзовой медалей чемпионатов мира, победитель многих регат национального и международного значения.

## Биография
Петер Поважаи родился 27 июля 1946 года в Будапеште. Активно заниматься греблей начал с раннего детства, проходил подготовку в столичном спортивном клубе «Ференцвароши».
Первого серьёзного успеха на взрослом международном уровне добился в 1972 году, когда попал в основной состав венгерской национальной сборной и благодаря череде удачных выступлений удостоился права защищать честь страны на летних Олимпийских играх в Мюнхене — для этого ему вместе с напарником Миклошем Дарвашом пришлось победить в тяжёлой конкурентной борьбе многолетних лидеров сборной Тамаша Вихмана и Дьюлу Петриковича. В итоге на Играх он благополучно добрался до финала километровой дисциплины двухместных каноэ, но в решающем заезде показал лишь пятый результат, уступив на финише экипажам из СССР, Румынии, Болгарии и ФРГ.
После неудачного выступления на мюнхенской Олимпиаде Поважаи, тем не менее, остался в основном составе гребной команды Венгрии и продолжил принимать участие в крупнейших международных регатах. Так, в 1975 году он побывал на чемпионате мира в югославском Белграде откуда привёз награды бронзового и золотого достоинства, выигранные в зачёте двухместных каноэ в паре с Габором Арва на дистанциях 500 и 1000 метров соответственно — при этом на пятистах метрах их обошли только экипажи из СССР и Чехословакии. Вскоре по окончании этих соревнований Петер Поважаи принял решение завершить спортивную карьеру, уступив место в сборной молодым венгерским гребцам.
Умер 1 марта 2024 года в возрасте 77 лет.